# Atlas Able (człon rakiety)
Atlas Able – amerykański człon nieudanych rakiet Atlas Able i jej wariantów, Atlas C Able, Atlas D Able. Produkowany na przełomie lat 50. i 60. Napędzany naftą i ciekłym tlenem.